# Hooglandbebe
De hooglandbebe (Pterocarpus rohrii) (Engels: Blood Tree) is een neotropische altijdgroene boomsoort uit de vlinderbloemenfamilie (Leguminosae). Het is een boom met een dichte vaasvormige kroon, een stamhoogte van 15-18 meter en een boomhoogte van 20-25 meter. De stam wordt 30–50 cm in doorsnee. De boom is een pionierplant en leeft in symbiose met stikstofbindende bacteriën. Het witte hout is niet erg duurzaam, licht en zacht. In de Atlantische wouden van Brazilië waarvan in 2011 nog slechts 7,3% over was, wordt de boom gebruikt voor herbebossingsdoeleinden. Het is een ornamentele boom met helder blad en opvallende bloesem. Een zaadje weegt gemiddeld slechts 0,587 gram en is voorzien van vleugeltjes. Ontkieming begint na ongeveer 5-6 weken en de helft van het zaad is tussen de 50-60 dagen ontkiemd afhankelijk van de locatie. De ontkieming kan met een week bespoedigd worden door de vleugeltjes af te knippen. Snelle ontkieming is belangrijk voor een herbebossingsproject.
Het verspreidingsgebied is in tropisch Zuid- en Centraal-Amerika: van Brazilië en Peru tot Panama en Mexico. De hooglandbebe komt ook voor in Suriname en kan daar soms 20-25 meter hoog worden met een stam van 15-18 meter en onregelmatige vorm, met aan de basis hoge gebochelde plankwortels.

## Het hout
De dichtheid van het verse hout is 0,89 g/cm3. Droog neemt de dichtheid af tot 0,48 g/cm3. De buigsterkte is 71 N/mm2 en de elasticiteitsmodulus (bij 12% MC) 9895 N/mm2.
Het hout is goed te behandelen en wordt gebruikt voor algemeen timmerwerk, meubels, spaanplaat enz.